# 子安美知子
子安 美知子（こやす みちこ、1933年9月5日 - 2017年7月2日）は、日本のドイツ文学者、ドイツ語翻訳者。早稲田大学名誉教授。正五位。
ドイツの神秘家・教育者ルドルフ・シュタイナーの思想である人智学（アントロポゾフィー）と教育実践であるシュタイナー教育（ヴァルドルフ教育）を日本に紹介した。2004年3月まで早稲田大学語学教育研究所教授。

## 概要
朝鮮・京城生まれ。父は経済学者の森谷克己。敗戦で引き揚げ、父の郷里である岡山県上房郡上水田村に落ち着く。その後、朝鮮から引き揚げた大学教員たちが学校を作るというので、愛知県豊橋市に転居。父は愛知大学に勤務。子安は豊橋市立高等女学校で学び、その後愛知県立豊橋時習館高等学校で学ぶ。1952年に豊橋時習館高校を卒業。
1956年、東京大学教養学部教養学科ドイツ分科卒業。同大学大学院比較文学比較文化専修修士課程修了。大学院の修士論文のテーマは、『青鞜』の運動家・平塚らいてうである。その後は早稲田大学助教授、教授を務めた。2004年定年退任、名誉教授。
1970年代に最初は単身、次いで家族で西ドイツに留学し、娘の文をヴァルドルフ学校（シュタイナー学校）に通わせた。その体験を描いた『ミュンヘンの小学生』が話題となり、1976年、毎日出版文化賞を受賞。その後もシュタイナー教育に関する本を出し、紹介者として注目を集め、ブームの先駆けとなった。一方、批評せず単に紹介・宣伝するだけで、教育学者としての自らへの影響も述べないのはどうかという批判もあった。
ついでミヒャエル・エンデに関する著書も著し、彼の作品を翻訳した。エンデとは個人的に親交があった。
NPO法人「あしたの国まちづくりの会」理事。株式会社ルドルフ・シュタイナー・モルゲンランド取締役。「九条科学者の会」呼びかけ人も務めている。2012年瑞宝中綬章受章。
2017年7月2日、肺炎のために死去。83歳没。没後、正五位に追叙された。
古典学者の森谷宇一・阪大名誉教授は弟。夫は日本思想史家の子安宣邦、娘はエッセイスト・ミュージシャンの子安文。

## 著書
- 『ミュンヘンの小学生 娘が学んだシュタイナー学校』（中公新書） 1975
- 『ミュンヘンの中学生 シュタイナー学校の教育から』（朝日新聞社） 1980、のち朝日文庫
- 『魂の発見 シュタイナー学校の芸術教育』（音楽之友社） 1981、のち河出文庫
- 『シュタイナー教育を考える』（学陽書房、朝日カルチャーセンター講座） 1983、のち朝日文庫、のち学陽書房女性文庫
- 『日本の夏 ぼくはミュンヘンから自分を探す旅に出た』（晩成書房） 1983、のち朝日文庫
- 『私とシュタイナー教育』（学陽書房） 1984、のち朝日文庫
- 『西欧の親子関係 西ドイツ生活の体験から』（早稲田大学出版部） 1984
- 『エンデと語る』（朝日新聞社、朝日選書） 1986
- 『「モモ」を読む』（学陽書房） 1987、のち朝日文庫、のち学陽書房女性文庫
- 『ミュンヘン往き来 ふたつの国の娘と私』（学陽書房） 1990、のち朝日文庫
- 『幸福の法則 それは、もう一人の「私」にめざめること』（海竜社） 1994
- 『シュタイナー再発見の旅 娘とのドイツ』（小学館） 1997

### 共著・編著
- 『シュタイナー芸術としての教育』（上松佑二共著、小学館） 1988
- 『菜多沙 母と娘のリレーエッセイ』（子安文共著、フレーベル館） 1993
- 『エンデの贈りもの』（監修、河出書房新社） 1999
- 『シュタイナー教育入門』（上松佑二, 西平直共著、学習研究社） 2000
- 『いのちの樹の下で』（上遠恵子共著、海拓舎） 2001

## 翻訳等
- 『ふしぎな城』（ヨハンナ・スピリ、山下肇共訳、白水社、スピリ少年少女文学全集） 1960
- 『“授業”からの脱皮』（ベルン自由教育連盟、監訳、晩成書房） 1980
- 『わたしのなかからわたしがうまれる』（イレーネ・ヨーハンゾン、晩成書房） 1982
- 『シュタイナーの学校・銀行・病院・農場』（ペーター・ブリュッゲ、学陽書房） 1986
- 『ミヒャエル・エンデ』（ペーター・ボカリウス、朝日新聞社） 1993
- 『ハーメルンの死の舞踏』（ミヒャエル・エンデ、朝日新聞社） 1993
- 『夢のボロ市』（ミヒャエル・エンデ、岩波書店、エンデ全集） 1997